# Richard Fitz Turold
Richard Fitz Turold, lord de Penhallam est un baron anglo-normand du XIe siècle.
Il possède un château à Cardinham, en Cornouailles, où il est un important tenant et sénéchal de Robert de Mortain, officieux comte de Cornouailles, demi-frère utérin de Guillaume le Conquérant et frère d'Odon de Bayeux. 
Shérif de Cornouailles, il est à l'origine du château de Cardinham.

## Famille
On lui connait au moins un fils, Guillaume Fitz Richard de Cardinham. 

## Référence
- Ian N. Soulsby, « Richard Fitz Turold, Lord of Penhallam, Cornwall », Medieval Archaeology, vol. 20 (1976), p. 146-8. [PDF] lire en ligne.